# لاري غونزاليس
لاري غونزاليس (بالإنجليزية: Larry Gonzales)‏ هو سياسي أمريكي، ولد في 29 يناير 1970. حزبياً، نشط في الحزب الجمهوري. وقد انتخب عضو مجلس نواب تكساس.

## وصلات خارجية
- الموقع الرسمي